# Associatie Nederlandse Tandartsen
De Associatie Nederlandse Tandartsen (ANT) was een beroepsorganisatie van tandartsen.
De ANT is opgericht in 1995 op initiatief van tandarts H. van Nouhuys, onder andere uit ontevredenheid door het veronderstelde gebrek aan inspraak bij de NMT. Eerder had Nouhuys al de Stichting Onafhankelijke Hulpverlening opgericht; de ANT was hiervan een voortzetting. Op 5 juli 2002 heeft de minister van Volksgezondheid, Welzijn en Sport (VWS) de ANT aangewezen als "representatieve organisatie" voor tandartsen en tandarts-specialisten.
Per 1 januari 2021 is de ANT na fusie met de KNMT opgehouden te bestaan.